# Waltenberg (Ebershausen)
Waltenberg ist ein Gemeindeteil der Gemeinde Ebershausen im schwäbischen Landkreis Günzburg. Das Dorf wird vom Rest der Gemeinde Ebershausen durch das gemeindefreie Gebiet Ebershauser-Nattenhauser Wald abgetrennt.

## Lage
Das Dorf liegt ungefähr 1200 Meter nordöstlich von Ebershausen am westlichen Rand des Riedels zwischen den Tälern des Krumbächles und der Gutnach. Waltenberg ist mit dem Hauptort der Gemeinde, Ebershausen, über die Bundesstraße 300 verbunden.

## Ortsname
Der Name Waltenberg wird als „Berg des Walto“ gedeutet.

## Geschichte
Das Gebiet um Waltenberg war schon sehr früh besiedelt. Zeugnisse dieser Besiedelung sind einerseits mehrere Vorgeschichtliche Grabhügelfelder in den Wäldern in der Nähe des Ortes, die teilweise hallstattzeitlich sind. Andererseits gibt es 500 m beziehungsweise 1500 m südlich des Ortes am östlichen Talrand des Gutnachtals zwei Viereckschanzen aus der Keltenzeit, genauer gesagt aus der Spätlatènezeit.
Waltenberg wurde im Jahr 1468 erstmals erwähnt. Im Jahr 1497 wird der Ort von Hiltgart Dietenhaimerin, Vögtin zu Ebershausen, an das Franziskanerinnenkloster Klosterbeuren verkauft. Das Kloster war bis zur Säkularisation im Jahr 1803 Grund- und Gerichtsherr des Dorfes. Die hohe Gerichtsbarkeit wurde vom Kloster Roggenburg ausgeübt, die Landeshoheit lag bei der Markgrafschaft Burgau. Durch die Säkularisation kam der Ort an Bayern.
Am 1. Mai 1978 schloss sich die bis dahin selbständige Gemeinde Seifertshofen, zu der Waltenberg gehörte, mit der Gemeinde Ebershausen zusammen.

## Sehenswürdigkeiten
Die Kapelle St. Wendelin aus der zweiten Hälfte des 18. Jahrhunderts war ursprünglich im Stil des Barock ausgestattet. Von dieser Ausstattung sind nur noch der Altar und das Altarkruzifix vorhanden. Die heutigen Malereien an der Decke und den Wänden sind neubarock. Zwei Figuren in der Kapelle stammen aus der Epoche der Spätgotik.

## Sonstiges
Südwestlich der Kapelle von Waltenberg im Bereich des Hauses Nr. 3 befindet sich ein mittelalterlicher Burgstall. Reste des Grabens und ein tiefer gemauerter Brunnen sind heute noch erhalten. Bis 1933 waren auch noch Mauerreste und Reste eines Turmes erhalten. Der Graben umschloss eine Fläche von 43 auf 26 m.